# Colmán mac Cobthaig
Colmán mac Cobthaig (mort en 622)
est un roi de Connacht issu des Uí Fiachrach une branche des Connachta
Il est le premier roi de Connacht issu de la lignée des Uí Fiachrach Aidhne. cette branche descend d'Eochu, le frère d'Ailill Molt (mort en 482)

## Contexte
Selon le Livre de Ballymote il est le petit-fils de Goibnenn mac Conaill (floruit 537), le premier roi Aidne mentionné dans les
annales, mais les Généalogies de Rawlinson nomment son grand-père Gabrán.
Il accède au trône peu après 601. Le Livre de Leinster et les Laud Synchronisms considèrent qu'il est le successeur de Uatu mac Áedo (mort en 600) et lui accordent respectivement un règne de 25 et 21 ans. Les annales relèvent qu'en 622 il combat lors de la
bataille de Cennbag (Cambo, Comté de Roscommon) où il est tué. Il est vaincu par son successeur Rogallach mac Uatach (mort en 649) de la lignée des Uí Briúin. Ses fils : Laidgnen/Loingsech mac Colmáin (mort en 655) et Guaire Aidni mac Colmáin (mort en 663) furent roi de Connacht.

## Sources
- (en) Francis John Byrne, Irish Kings and High-Kings, Londres, Batsford, 1973 (ISBN 0-7134-5882-8)
- (en) T.W Moody, F.X. Martin, F.J. Byrne A New History of Ireland IX Maps, Genealogies, Lists. A companion to Irish History part II . Oxford University Press réédition 2011  (ISBN 9780199593064) Kings of Connacht to 1224 p. 138.